# Sint-Willibrorduskerk buiten de Veste
De Sint-Willibrordus(kerk) buiten de Veste was een rooms-katholieke parochiekerk in Amsterdam, gelegen op de hoek van Amsteldijk en Ceintuurbaan in De Pijp, stadsdeel Amsterdam Oud-Zuid. Het was de grootste kerk van architect Pierre Cuypers. Er is, met tussenpozen, tussen 1871 en 1924 aan de kerk gebouwd. In de beginjaren van de twintigste eeuw werkt ook zijn zoon, de architect Jos Cuypers, aan de kerk. De kerk is gebruikt van 1873 tot 1966 en werd daarna gesloopt. De parochie verhuisde naar een gebouw dat bekendstaat als "Afrikahuis".

## Ontstaan
In bronnen uit de zeventiende eeuw wordt al melding gemaakt van een Sint-Willibrordusparochie, waarvan een groot stuk van Nieuwer-Amstel deel uitmaakt. Deze parochie had een schuilkerkje op het Kuiperspad (tegenwoordig Kuipersstraat). Later kwam er een hulpkerk op het Hoedemakerspad (tegenwoordig Van Ostadestraat).
Daar in de negentiende eeuw De Pijp werd volgebouwd en het bovendien mogelijk werd om zichtbare katholieke kerken te bouwen, ging men over tot de bouw van een enorme kerk. De drijvende kracht was pastoor Wubbe, die P.J.H. Cuypers als architect aantrok. Met de bouw werd begonnen in 1871. In 1873 kon men het eerste gedeelte van de kerk in gebruik nemen. Het duurde tot 1899 voordat de kerk klaar was, zij het nog zonder koepel. Deze kwam pas gereed in 1924. Oorspronkelijk was de kerk trouwens met een krans van zes torens gedacht, maar wegens geldtekort kon dit niet gerealiseerd worden. Door het niet realiseren van de bouw van vier torens om de koepel moest de tegendruk inwendig opgevangen worden door vier onsierlijke stalen balken. Vanaf de jaren 1930 had de kerk te kampen met verwering, inwatering en verzakking. Dit laatste kwam onder andere door het zware verkeer op de Ceintuurbaan.
De kerk werd "Sint-Willibrordus buiten de Veste" genoemd ter onderscheiding van de "Willibrordus binnen de Veste", die beter bekend is als De Duif.

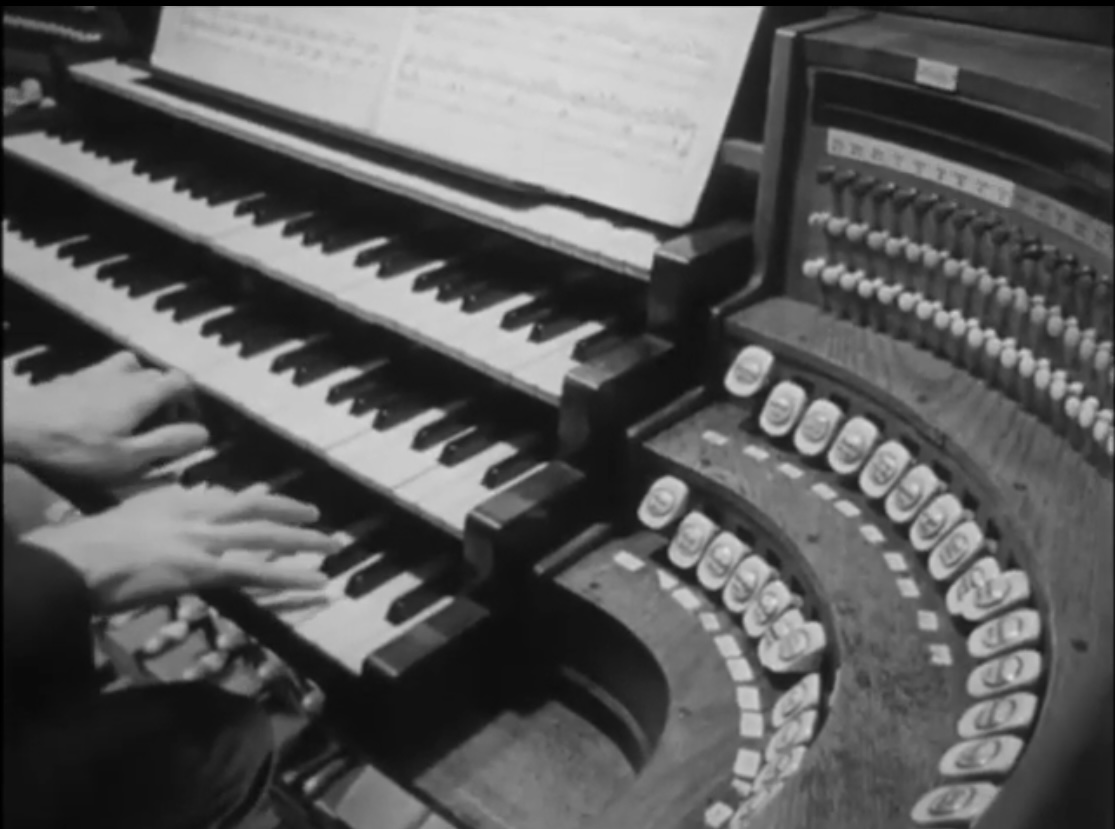
De klavieren van het orgel.

## Afbraak

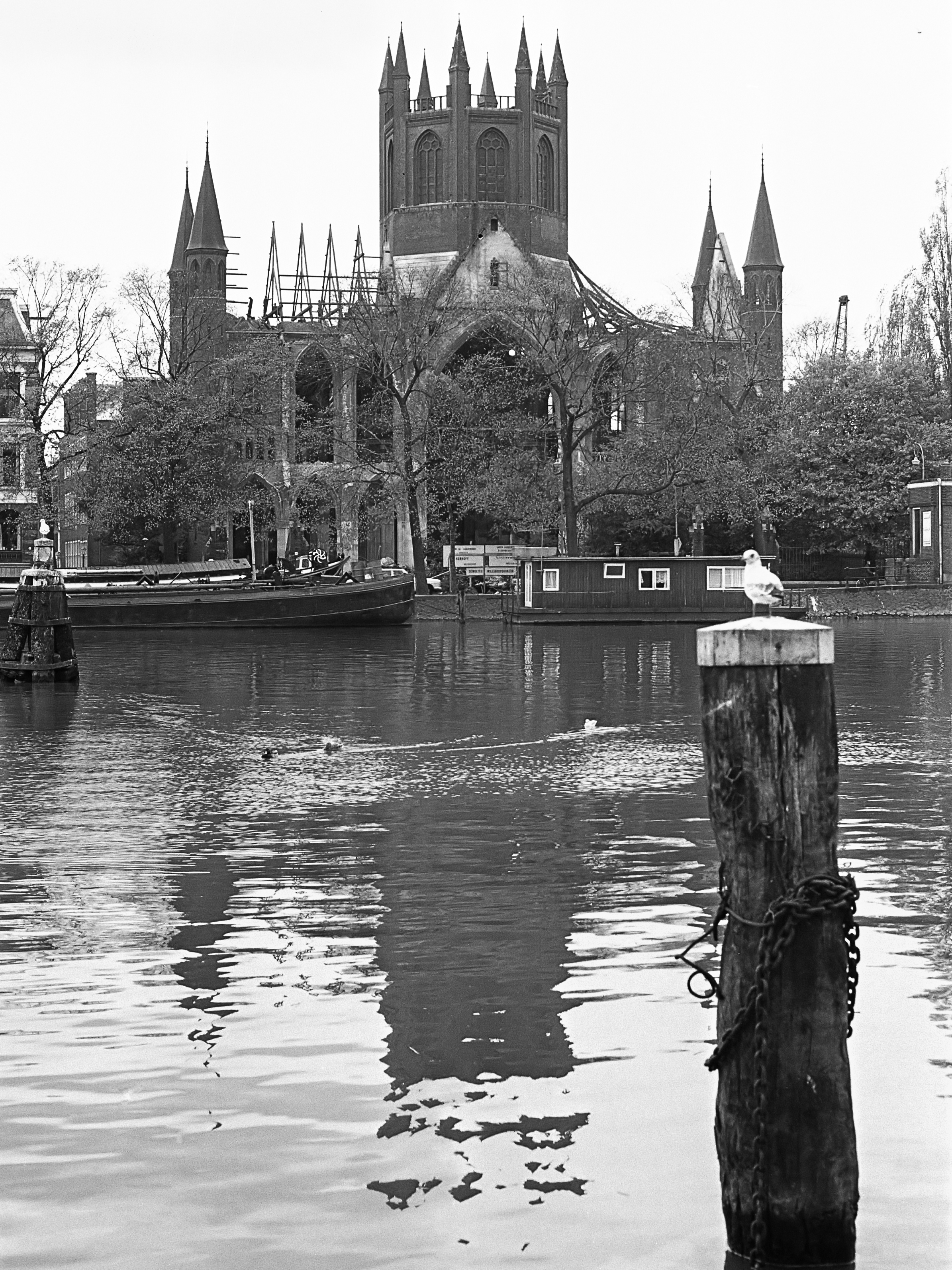
De afbraak van Sint-Willibrorduskerk buiten de Veste (1970)

In 1966 werd de kerk wegens bouwvalligheid gesloten. In 1970/71 werd de kerk gesloopt. Op de plaats waar de kerk stond, vond men tot 2015 woon- en zorgcentrum Amsteldijk, oorspronkelijk Tabitha geheten, deel uitmakend van Amsta, en een groot plein met sport- en spelvoorzieningen. Het gebouw heet thans Het Amstelhuis en is niet meer van een zorginstantie en bevat seniorenwoningen.
De parochie van Sint-Willibrordus buiten de Veste betrok een nieuw kerkgebouw in de Van Ostadestraat (270), maar fuseerde uiteindelijk met de parochie van Onze-Lieve-Vrouwe Koningin van de Vrede in de Vredeskerk.
Het gebouw aan de Van Ostadestraat staat tegenwoordig bekend als Afrikahuis omdat het van 1994 tot 2008 in gebruik was als de All Saints' Church, een missionair project voor Afrikaanse immigranten. Sinds november 2008 huist deze groep in De Boomkerk in Amsterdam-West.

## Orgel
Het orgel werd tussen 1921 en 1923 gebouwd door de firma Adema. Het werd in 1971 geplaatst als hoofdorgel in de Kathedrale Basiliek Sint Bavo in Haarlem. Het telde vier klavieren en de overplaatsing naar de Kathedrale Basiliek Sint Bavo, was een hoop werk aangezien het orgel echt gebouwd was voor de Willibrordus buiten de Veste. Het orgel was namelijk breed gebouwd en vroeg een erg groot grondoppervlak. De Kathedrale Basiliek Sint Bavo volbracht de eisen van het grote orgel en daarom werd het in 1971 daar geplaatst. Daar is het nu nog steeds te vinden.

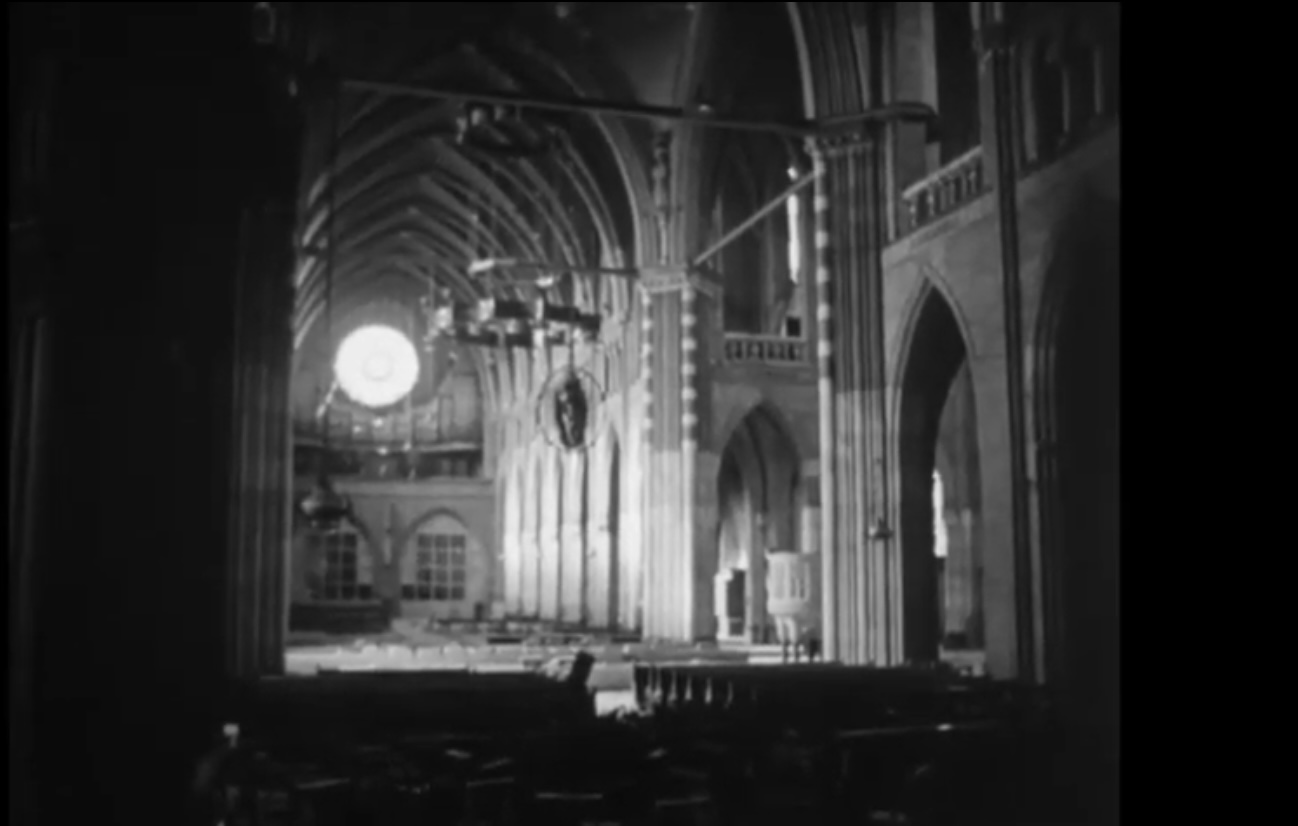
Het orgel, in de Willibrorduskerk.